# Tj
Tj – dwuznak. Występuje między innymi w norweskim, szwedzkim i w transkrypcjach języków australijskich jak warlpiri, arrernte i pitjantjatjara. W języku niderlandzkim wymawiany podobnie jak zmiękczone cz (czyli prawie tak samo jak angielskie ch).